# Lista de animais clonados
Esta é uma lista de animais clonados, em ordem alfabética.

## Cachorros
- Em 24 de abril de 2005, o cientista coreano Hwang Woo-Suk criou o cão Snuppy, da raça Afghan Hound.[1]

## Gatos
- Em 2001, cientistas texanos criaram a primeira gata clonada, chamada CC (do inglês Copy Cat, que significa cópia de gato).[2]
- Em 2004, uma companhia da Califórnia criou Little Nicky, o primeiro gato clonado comercialmente.[3]

## Ovelhas
- Ovelha Dolly
- Royana - carneiro clonado no Irã[4]
- Em 21 de outubro de 2007, a Universidade de Istambul criou Oyalı.[5]
- Em 28 de outubro de 2007, a mesma universidade criou Zarife.[5]